# Colonia Vichigasta
Colonia Vichigasta es una localidad del departamento Chilecito, provincia de La Rioja, Argentina.

## Geografía

### Población
Cuenta con 272 habitantes (Indec, 2010), lo que representa un descenso del 9% frente a los 300 habitantes (Indec, 2001) del censo anterior. Estas cifras incluyen Colonia Agrícola 3, Colonia Agrícola 4, y Colonia Agrícola 5.
| Gráfica de evolución demográfica de Colonia Vichigasta entre 1991 y 2010 |
|                                                                          |
| Fuente: Censos nacionales del INDEC                                      |

### Sismicidad
La sismicidad de la región de La Rioja es frecuente y de intensidad baja, y un silencio sísmico de terremotos medios a graves cada 30 años en áreas aleatorias. Sus últimas expresiones se produjeron:
- 12 de abril de 1899 (126 años), a las 16.10 UTC-3 con 6,4 Richter; como en toda localidad sísmica, aún con un silencio sísmico corto, se olvida la historia de otros movimientos sísmicos regionales (terremoto de La Rioja de 1899)
- 24 de octubre de 1957 (67 años), a las 22.07 UTC-3 con 6,0 Richter (terremoto de Villa Castelli de 1957): además de la gravedad física del fenómeno se unió el olvido de la población a estos eventos recurrentes
- 28 de mayo de 2002 (22 años), a las 0.03 UTC-3, con 6,0 escala Richter (terremoto de La Rioja de 2002)[1]